# Tidskontinuerlig
En funktion eller process är tidskontinuerlig om den är definierad för samtliga reella tal på en kontinuerlig tidsaxel av nollskild längd. Uttrycket används ofta något slarvigt även då variabeln i fråga inte behöver ha med tid att göra.
Se även: tidsdiskret.